# Plán RAM
Plán RAM, také známý jako operace RAM, Brana Plan nebo Rampart-91, byl vojenský plán vyvinutý v průběhu roku 1990 a dokončený v Bělehradě v Srbsku během setkání o vojenské strategii v srpnu 1991 skupinou vysokých srbských důstojníků Jugoslávské lidové armády (JNA) a experty z oddělení psychologických operací JNA. Jeho účelem bylo organizovat Srby mimo Srbsko, upevnit kontrolu nad Srbskými demokratickými stranami (SDS) a připravit zbraně a střelivo ve snaze vytvořit zemi, kde by „všichni Srbové se svými územími žili společně ve stejném státě“. Provedením plánu byla pověřena samostatná skupina tajných agentů a vojenských důstojníků. Tito lidé pak během jugoslávských válek podnikli četné akce, které byly později popsány jako etnické čistky, vyhlazování a genocida.

## Plánování a úniky
Plán RAM (lit. "rám") vznikl v průběhu roku 1990. Dokončen byl v Bělehradě v Srbsku během schůzky o vojenské strategii v srpnu 1991 skupinou srbských důstojníků Jugoslávské lidové armády (JNA), včetně generála Blagoje Adžiće, generálmajora Milana Gvera, majora Čeda Kneževiće, podplukovníka Radenka Radinoviće a generála Aleksandra Vasiljeviče a odborníků z oddělení psychologické operace JNA. Ve stejném měsíci se srbský prezident Slobodan Milošević a Radovan Karadžić sešli, aby prodiskutovali, kdy zaútočit na Bosnu a Hercegovinu, přičemž Karadžićovi bylo řečeno, že jeho dodávka zbraní brzy dorazí od generála Nikoly Uzelace, velitele JNA ve městě Banja Luka. Během rozhovoru se Milošević zmínil o RAM a zeptal se Karadžiće: „Víš, co je RAM?“ na což Karadžić reagoval kladně. Milošević a Karadžić byli v pravidelném telefonním kontaktu.
V září 1991 byla existence plánu RAM prozrazena jugoslávským premiérem Ante Markovićem a jeho podrobnosti byly zveřejněny v bělehradském týdeníku Vreme. Říká: "Linie byla jasně stanovena [mezi srbskou vládou, armádou a srbskými politiky v Bosně a Hercegovině]. Vím to, protože jsem slyšel, že Milošević dal rozkaz Karadžićovi, aby se spojil s generálem Uzelacem a nařídil v návaznosti na rozhodnutí schůze vojenské hierarchie, aby byly rozdány zbraně a aby TO Krajiny a Bosny byly vyzbrojeny a využity při realizaci plánu RAM. Obvinil JNA, že se „vložila přímo do služeb jedné strany“ a požádal, aby jugoslávský ministr obrany Veljko Kadijević a Adžić rezignovali s tím, že oba „vedou vlastní válku v Chorvatsku“ a že během své návštěvy v Moskvě v březnu 1991 dohodli tajný obchod se zbraněmi s konzervativními vojenskými vůdci Sovětského svazu. Marković naléhal na Kadijeviće, aby plán RAM komentoval. Uniklý přepis pásky řekl:
| „ | Milošević: Jdi za Uzelacem, všechno ti řekne. Pokud máš nějaké problémy, zavolej mi. Karadžić: Mám problémy dole v Kupresu. Někteří Srbové jsou tam spíše neposlušní. Milošević: S tím si poradíme. Stačí zavolat Uzelacovi. Neboj se, budeš mít všechno. Jsme nejsilnější. Karadžić: Ano, ano. Milošević: Nebojte se. Dokud bude armáda, nikdo se nás nemůže dotknout....Nebojte se o Hercegovinu, Momir [Bulatović, prezident Černé Hory] řekl svým mužům: 'Kdo není připraven zemřít v Bosně, vykročte o pět kroků vpřed.' Nikdo tak neučinil. Karadžić: To je dobře...ale co je s tím bombardováním v... Milošević: Dnes není pro letectvo dobrý den. Zasedá Evropské společenství. | “ |

Vreme uvedl, že kromě bosenskosrbských deklarací autonomie bylo vynaloženo úsilí na vyzbrojení srbských vesnic a měst v Bosně a Hercegovině již v roce 1990 a pokračovalo až do roku 1991. Podrobně popisuje původ zbraní a zapojení JNA do této záležitosti. Během Miloševićova procesu u Mezinárodního trestního tribunálu pro bývalou Jugoslávii byla na pásce přehrávané od 8. července 1991 uvedeno:
| „ | Milošević: Budoucnost RAM má strategický význam, víš, co je RAM? Karadžić: Ano, všechno vím, všechno vím. Milošević: Skupina Banja Luka je schopná a mobilní. Karadžić: Dobře. Milošević: Takže ze prvé zajístíš, že je způsobilý a mobilní a že nejsou žádné problémy. A za druhé, že se za hodinu ohlásíš Uzelacovi s odkazem na dohodu. | “ |

Milošević později tvrdil, že RAM je kódové označení označující přechod na zabezpečenou komunikaci a neznamenalo válečný plán, i když k žádnému takovému přepnutí následně nedošlo, což Milošević nevysvětlil proč. Chorvatský historik Davor Marijan následně popsal nároky plánu RAM jako založené na nepřímých důkazech a řekl, že od roku 2012 nebyly poskytnuty žádné konkrétní důkazy o plánu.
Únik v září 1991 znepokojil bosenskou vládu, která se 15. října rozhodla vyhlásit nezávislost. V té době už byla chorvatská válka za nezávislost v plném proudu a srbské akce v Bosně odrážely akce Srbů v Chorvatsku. V prosinci 1991 Ante Marković odstoupil na protest proti nadměrnému využívání jugoslávského rozpočtu k vojenským výdajům, na které bylo věnováno 86 procent.

## Přípravy
| "Podstatou plánu bylo vytvořit velké Srbsko. RAM měl sledovat linii Virovitica, Karlovac, Karlobag, což jsme viděli ve skutečnosti potvrzené později rozhodnutím o stažení JNA, Jugoslávské lidové armády, ze Slovinska a částečně z Chorvatska do těchto pozic." |
| Jerko Doko, bývalý bosenský ministr obrany ve svém svědectví v Haagu |

Účelem plánu bylo zorganizovat Srby mimo Srbsko, upevnit kontrolu nad Srbskými demokratickými stranami (SDS) a připravit zbraně a munici ve snaze vytvořit zemi, kde by „všichni Srbové se svými územími žili společně ve stejném státě.“ Ve svém plánu důstojníci popsali, jak bude dělostřelectvo, munice a další vojenská technika uskladněna na strategických místech v Chorvatsku a Bosně. Tajná policie měla být nasazena při vyzbrojování a výcviku místních Srbů k vytvoření „stínových“ policejních sil a polovojenských jednotek v rámci Chorvatské Krajiny a Bosny a Hercegoviny. Tyto organizované a vyzbrojené bosenskosrbské polovojenské síly měly vytvořit Vojska Republiky srbské (VRS).
Při realizaci plánu se vytvořil konsenzus o tom, že řetězec velení bude co možná omezený a bude připomínat „užší společnost“. Vznikla neformální skupina s vybranými generály, které se začalo říkat Vojenská linie. Jovica Stanišić byl dosazen jako hlava a Mihalj Kertes se zúčastnil jako „ministr etnických čistek“. Bylo rozhodnuto, že to bude řídit plukovník Željko Ražnatović (Arkan) a že generál Ratko Mladić a generál Andrija Biorčević budou koordinovat „autonomní“ skupiny jako Bílé orly Vojislava Šešelje a Arkanovu Srbskou dobrovolnickou gardu (SDG). Jejich výzkum ukázal, že „morálku, touhu po boji a vůli Bosňáků“ (bosenských Muslimů) lze snadněji rozdrtit znásilňováním žen, zejména nezletilých a dokonce i dětí, a zabíjením příslušníků muslimské národnosti v jejich náboženských zařízeních.“ Podle zápisu došla varianta sepsaného plánu RAM k závěru, že:
Naše analýza chování muslimských komunit ukazuje, že morálku, vůli a bojovnou povahu jejich skupin lze podkopat pouze tehdy, zaměříme-li svou činnost na bod, kde je náboženská a sociální struktura nejkřehčí. Máme na mysli ženy, zejména dospívající, a děti. Rozhodný zásah do těchto společenských osobností by rozšířil zmatek [...], což by vyvolalo především strach a pak paniku a vedlo by k pravděpodobnému ústupu z území zapojených do válečné činnosti. V tomto případě musíme k našim dobře organizovaným, pronikavým akcím přidat širokou propagandistickou kampaň, aby se panika zvýšila. Zjistili jsme, že koordinace mezi rozhodujícími zásahy a dobře naplánovanou informační kampaní může vyvolat spontánní útěk mnoha komunit.

Vladimir Srebrov, politik, který spolu s Karadžićem založil SDS, četl plán RAM v roce 1992 a říká, že důstojníci zahájili rozsáhlou kampaň etnických čistek „za účelem ekonomického zničení Bosny a úplného vyhlazení muslimského lidu.“ Rozvedl, že:
Plán vypracoval v 80. letech generální štáb Jugoslávské lidové armády (JNA). Počítalo s rozdělením Bosny na dvě zájmové sféry, které by vedly k vytvoření Velkého Srbska a Velkého Chorvatska. Muslimové měli být podrobeni konečnému řešení: více než 50 % z nich mělo být zabito, menší část konvertována na pravoslaví, zatímco ještě menší část – ti, kteří měli peníze, samozřejmě – měla odejít do Turecka, takzvaným „tureckým koridorem“. Cílem bylo zcela očistit Bosnu a Hercegovinu od muslimského národa a rozdělit zemi podél řeky Vrbas. Samotné jméno Bosna mělo zmizet. To byl cíl za vznikem "Republiky srbské."

Ve svých pokusech prosit srbské nacionalisty, aby tento plán neprováděli, byl uvězněn a srbskými milicemi mučen.

## Implementace
| "Bosenští Srbové se zúčastnili. Ale nejlepší bojové jednotky pocházely ze Srbska. Jednalo se o speciální policejní komando zvané Červené barety. Byli ze srbské tajné služby. Moje síly se zúčastnily stejně jako ostatní. Operaci jsme velmi pečlivě naplánovali a vše šlo přesně podle plánu." |
| Vojislav Šešelj, zakladatel a předseda Srbské radikální strany |

V letech 1990 a 1991 Srbové v Chorvatsku a v Bosně a Hercegovině vyhlásili řadu „srbských autonomních oblastí“ se záměrem je později sjednotit a vytvořit Velké Srbsko. V roce 1990 byla bosenská teritoriální obrana odzbrojena, dělostřelectvo bylo rozmístěno k obklíčení velkých měst a řada zbrojních továren byla přesunuta z Bosny a Hercegoviny do Srbska. Již v září nebo říjnu 1990 začala JNA vyzbrojovat bosenské Srby a organizovat je do milicí. Do března 1991 JNA distribuovala odhadem 51 900 střelných zbraní srbským polovojenským jednotkám a 23 298 střelných zbraní SDS. V důsledku operace byli chorvatští a bosenští Srbové do léta 1991 „dobře vyzbrojeni“. Podle historika Noela Malcolma „kroky, které podnikl Karadžić a jeho strana – [prohlášení Srbů] za „autonomní oblasti“, vyzbrojování srbského obyvatelstva, drobné místní incidenty, nepřetržitá propaganda, požadavek na „ochranu“ federální armády – přesně odpovídaly tomu, co bylo učiněno v Chorvatsku. Jen málo pozorovatelů mohlo pochybovat o tom, že byl v běhu jediný plán. Komise expertů Organizace spojených národů (UNCoE) zkoumala, že:
Za prvé, bosenskosrbské polovojenské síly, často s pomocí JNA, převezmou kontrolu nad oblastí. V mnoha případech jsou srbští obyvatelé vyzváni, aby oblast před začátkem násilí opustili. Cílem ničení jsou domy nesrbských obyvatel a ničeny jsou kulturní a náboženské památky, zejména kostely a mešity. Za druhé, oblast spadá pod kontrolu polovojenských sil, které terorizují nesrbské obyvatele náhodným zabíjením, znásilňováním a rabováním. Za třetí, zabraná oblast je spravována místními srbskými úřady, často ve spojení s polovojenskými skupinami. Během této fáze jsou nesrbští obyvatelé zadržováni, biti a někdy převezeni do zajateckých táborů, kde dochází k dalšímu zneužívání, včetně masového zabíjení. Nesrbští obyvatelé jsou často propouštěni z práce a jejich majetek je zabavován. Mnozí byli nuceni podepsat dokumenty, kterými se vzdávají svých práv na domov, než byli deportováni do jiných oblastí země.

Zprávy zaslané Arkanem Miloševićovi, Mladićovi a Adžićovi uvádějí, že plán postupuje, s tím, že psychologický útok na bosňácké obyvatelstvo v Bosně a Hercegovině byl účinný a měl by pokračovat. Důkazy získané humanitárními organizacemi, včetně Organizace spojených národů a Human Rights Watch, potvrdily, že byla organizována a prováděna politika znásilňování. Jejich zjištění určila, že „výzkum, plánování a koordinace táborů pro znásilnění byly systematickou politikou srbské vlády a vojenských sil s výslovným záměrem vytvořit etnicky čistý stát“. UNCoE dospěla k závěru, že „praktiky etnických čistek, sexuálních útoků a znásilňování byly některými stranami prováděny tak systematicky, že se silně zdají být produktem politiky“. V následné zprávě uvedlo, že bylo „přesvědčeno, že tato ohavná praktika [znásilnění a zneužívání žen] představuje záměrnou válečnou zbraň při naplňování politiky etnických čistek prováděných srbskými silami v Bosně a Hercegovině, a [...] že odporná politika etnických čistek byla formou genocidy.“
Velitel třetího praporu VRS Milan Dedić ve snaze o „rozhodující zásah“ hlásil Kertesovi, že: „Šestnáct set osmdesát muslimských žen ve věku od dvanácti do šedesáti let je nyní shromážděno ve střediscích pro vysídlené osoby na našem území. Velký počet z nich je těhotných, zejména ve věku od patnácti do třiceti let Podle odhadu Boćka Keleviće a Smiljana Geriće je psychologický efekt silný, a proto musíme pokračovat.“ Kertes srbské armádě řekl, že:
Jugoslávské ministerstvo vnitra [srbská vláda] nezahájí žádné vyšetřování znásilnění, protože jde o součást psychologických a strategických nátlakových aktivit [armády]. V souladu s ministerstvy zdravotnictví a bezpečnosti a na žádost Dr. Vidy Mandić a plukovníka Loginova je stanoveno, že určitý počet mladých žen, počet bude dohodnut, bude převezen do Slavonie a Baranje pro potřeby srbských sil a také pro důstojníky UNPROFOR.